# 翠微門
翠微門，是重慶的一座城門，毗鄰長江，在朝天門與東水門間，北距東水門甚近，現已不存。
《增廣重慶地輿全圖》中繪翠微門在蔡家灣東口的對面，也是梅葛街的南端。此為民國三十八年（1949年）“九·二大火災”區域。原城垣基址已不存，無法尋找故址。《巴縣誌·建置·坊表》中，旌表都御史劉翱的兩朝恩命坊謂在翠微坊，旌表都御史劉應箕（嘉靖二十三年甲辰科進士）三品京堂坊謂在翠微坊陝西街，都可稱在翠微門內。

## 唱詞中的翠微門
- 『翠微門，掛錦緞，色彩鮮明』[2] 或『翠微門，挂彩緞，五色鮮明』[3]